# Mohamed Amissi
Mohamed Amissi (* 3. August 2000 in Brüssel, Belgien) ist ein belgisch-burundischer Fußballspieler auf der Position eines Flügelspielers und Stürmers. Seit dem Sommer 2019 steht er im Aufgebot des niederländischen Erstligisten Heracles Almelo und debütierte im selben Jahr in der A-Nationalmannschaft von Burundi.

## Vereinskarriere

### Karrierebeginn in Belgien und Zeit bei NAC Breda
Mohamed Amissi wurde am 3. August 2000 in Brüssel geboren; sein Vater ist belgischer Staatsbürger, seine Mutter stammt aus dem ostafrikanischen Staat Burundi. Als Kind spielte er unter anderem im Nachwuchs des Antwerpener Klubs Beerschot AC, der 2013 nach anhaltenden finanziellen Schwierigkeiten und Lizenzverweigerungen endgültig aufgelöst wurde. Danach trat er in der vereinseigenen Jugend des belgischen Rekordmeisters RSC Anderlecht in Erscheinung und gehörte dem Verein bis 2014 an. In diesem Jahr trat er einen Wechsel in die Jugend des niederländischen Erstligisten NAC Breda an. In der Saison 2017/18 brachte er es bereits zu regelmäßigen Einsätzen für die U-19-Mannschaft des Klubs in der A-Junioren Eerste Divisie, der zweithöchsten A-Juniorenliga der Niederlande.
Ab der Spielzeit 2018/19 agierte er bereits als Stammspieler dieser Mannschaft und kam dabei nahezu ausschließlich auf dem linken Flügel zum Einsatz. Für die A-Junioren des Klubs absolvierte er in der Vor- und der Hauptrunde zusammengefasst 24 Meisterschaftsspiele, erzielte dabei fünf Tore und steuerte drei Torvorlagen bei. Des Weiteren trat er ab dieser Saison auch für die Reservemannschaft des Vereins, Jong NAC Breda, in der Beloften Eerste Divisie in Erscheinung. Sein Teamdebüt gab er im Herbst 2018, wobei er zu drei Einsätzen in der Vorrunde kam. Im darauffolgenden Frühjahr kam er zwischen März und Mai 2019 zu drei weiteren Meisterschaftseinsätzen in der Beloften Eerste Divisie. Wie bereits in der Saison davor schied er mit der Jugendmannschaft erneut frühzeitig im Pokal der A-Junioren aus.

### Wechsel zu Heracles Almelo
In der Sommerpause vor Beginn der Spielzeit 2019/20 tätigte Amissi einen Wechsel zum niederländischen Erstligisten Heracles Almelo, bei dem er einen Vertrag mit einer Laufzeit von zwei Jahren und der vereinsseitigen Option auf ein weiteres Jahr unterschrieb. Nach der Vertragsunterzeichnung gehörte er vorrangig der Reservemannschaft in der Beloften Eredivisie an, saß aber am 5. Oktober 2019 zum ersten und einzigen Mal in dieser Saison in einem Ligaspiel der Profis uneingesetzt auf der Ersatzbank. Für Jong Heracles Almelo kam er in zusammengefasst (Vor- und Hauptrunde) zwölf Meisterschaftsspielen zum Einsatz und steuerte drei Treffer bei. Der Spielbetrieb wurde im März 2020 aufgrund der COVID-19-Pandemie abgebrochen; sowohl im Nachwuchsfußball, als auch in der Eredivisie. In der verspätete im September 2020 gestarteten Eredivisie 2020/21 saß Amissi im ersten Meisterschaftsspiel gegen den ADO Den Haag uneingesetzt auf der Ersatzbank der Profis und absolvierte beim darauffolgenden Spiel gegen Willem II Tilburg, einer 0:4-Auswärtsniederlage am 20. September 2020, sein Profidebüt, als er in der 57. Spielminute von seinem Trainer Frank Wormuth für Delano Burgzorg eingewechselt wurde. Danach stand er Saisonende in keinem weiteren Erstligaspiel mehr im Profikader und absolvierte erst im letzten Meisterschaftsspiel, am 16. Mai 2021, seinen zweites Ligaeinsatz in dieser Saison. Ende Oktober saß er im Erstrundenspiel des niederländischen Fußballpokals 2020/21 auf der Ersatzbank von Heracles Almelo, kam aber ebenfalls nicht zum Einsatz. Die Mannschaft schied bereits im nachfolgenden Achtelfinale mit 2:3 gegen Feyenoord Rotterdam vom laufenden Wettbewerb aus.
Zu Beginn der Spielzeit 2021/22 wurde Amissi von Frank Wormuth regelmäßig als Ersatzspieler eingewechselt, kam dabei jedoch nur selten über längere Einsätze hinaus. Nachdem der vermehrt als Linksaußen, seltener auch als Rechtsaußen, eingesetzt burundische Nationalspieler sich im Herbst 2021 eine Schulterverletzung zugezogen hatte, fiel er einige Wochen verletzungsbedingt aus und fand danach kaum mehr in die Mannschaft. Von der Ersatzbank aus kam er danach nur mehr auf einen einzigen Kurzeinsatz in der Liga. Kurz nach diesem schied er mit Heracles Almelo auch noch in der zweiten Runde des KNVB-Pokals 2021/22 gegen den AZ Alkmaar frühzeitig vom niederländischen Pokal aus.

### Abgang zu Roda JC Kerkrade
Im Januar 2022 noch bei Ligaspielen der Heraclieden auf der Ersatzbank wechselte er mit Ende des Monats zum niederländischen Zweitligisten Roda JC Kerkrade, bei dem er einen Vertrag mit einer Laufzeit von eineinhalb Jahren unterzeichnete. Sein Zweitligadebüt gab er am 4. Februar 2022, als ihn Jurgen Streppel beim 2:2-Auswärtsremis gegen NAC Breda ab der 63. Spielminute als Ersatz für Davy van den Berg als Rechtsaußen ins Spiel holte. Bis zum Saisonende 2021/22, als auch sein voriger Verein, Heracles Almelo, den Gang in die Zweitklassigkeit antreten musste, war belgisch-burundische Doppelstaatsbürger regelmäßig als Ersatzspieler zum Einsatz gekommen und hatte es bis zum Ende der Meisterschaft auf zwölf Zweitligaeinsätze gebracht. Im Endklassement rangierte er mit dem Klub auf dem fünften Tabellenplatz und kam auch in den nachfolgenden Aufstiegs-Play-offs, in den Roda jedoch scheiterte, zum Einsatz. In der Spielzeit 2022/23 fand Amissi keine Berücksichtigung mehr in der ersten Mannschaft, sondern kam ab Oktober als Stammkraft der U-21-Mannschaft des Klubs zum Einsatz. Für das Team hatte er bereits 2021/22 ein Ligaspiel absolviert und wurde bis dato (Stand: 28. Dezember 2022) in neun Meisterschaftsspielen der Saison 2022/23 eingesetzt, wobei er fünfmal zum Torerfolg kam. Für die U-21 wurde er wiederum ausschließlich als Linksaußen eingesetzt.

## Nationalmannschaftskarriere
Während seiner Zeit im Nachwuchsbereich von NAC Breda schaffte Amissi den Sprung in den U-20-Kader von Burundi. Mit diesem nahm er im Februar 2019 an der U-20-Afrikameisterschaft im Niger teil. Im Verlauf des Turniers kam er in allen drei Gruppenspielen von Burundi zum Einsatz und belegte am Ende den vierten und damit letzten Platz in der Gruppe A, was das vorzeitige Ende der burundischen Junioren in diesem Wettbewerb bedeutete.
In der Vorbereitung auf den Afrika-Cup 2019 gab Amissi am 11. Juni 2019 sein Debüt in der A-Nationalmannschaft von Burundi, als er in einem Freundschaftsspiel gegen Algerien, das in einem 1:1-Remis endete, in der 60. Spielminute für Hussein Shabani auf den Rasen kam. Nur wenige Tage später absolvierte er ein weiteres Vorbereitungs- bzw. Freundschaftsspiel gegen Tunesien und war danach im 23-köpfigen burundischen Spieleraufgebot, das am von Juni bis Juli 2019 stattfindenden Afrika-Cup 2019 teilnahm. Hierbei absolvierte er auch alle drei Gruppenspiele seiner Mannschaft, kam dabei jedoch stets nur von der Ersatzbank zum Einsatz und gehörte über das gesamte Turnier hinweg nicht zum Stammaufgebot. Burundi belegte am Ende nach drei Niederlagen den vierten und damit letzten Platz der B, was das vorzeitige Aus bedeutete. In der von Omar Ntakagero trainierten burundischen Auswahl, die im August 2019 am Fußballturnier der Afrikaspiele 2019 teilnahm, war Amissi ebenfalls gelistet, konnte jedoch keinen Einsatz verzeichnen.
Stattdessen trat er kurz nach dem Turnier, das Burundi punktelos auf dem vierten und damit letzten Platz der Gruppe B beendete, bei der CAF-Qualifikation zur Weltmeisterschaft 2022 in Erscheinung. Hierbei absolvierte er beide Erstrundenspiele gegen Tansania und steuerte beim 1:1-Remis im Rückspiel eine Vorlage für seinen Teamkameraden Fiston Abdul Razak bei. Burundi schied daraufhin erst im Elfmeterschießen gegen Tansania und somit bereits frühzeitig aus der WM-Qualifikation aus. Etwa zwei Monate später absolvierte er mit Burundi die Qualifikation zum Afrika-Cup 2021, der aufgrund der COVID-19-Pandemie auf das nachfolgende Jahr verschoben wurde. Amissi kam dabei im ersten und zweiten Qualifikationsspiel gegen Zentralafrika und Marokko zum Einsatz und fand danach erst wieder ein Jahr Berücksichtigung. In der Vorbereitung auf die nächsten Qualifikationsspiele zum Afrika-Cup absolvierte der Offensivakteur am 10. November 2020 ein freundschaftliches Länderspiel gegen Tansania, das in einem 1:0-Sieg Burundis endete. In dem einen Tag später ausgetragenen dritten Qualifikationsspiel, einem 1:1-Remis gegen Mauretanien fand Amissi daraufhin keine Berücksichtigung; ebenso wenig fünf Tage später beim 3:1-Sieg über Mauretanien. Ende März 2021 absolvierte Amissi auch noch die beiden letzten Qualifikationsspiele zum Afrika-Cup. Mit fünf erreichten Punkten rangierte Burundi am Ende auf dem dritten Platz der Gruppe E und hatte damit die Qualifikation zur von Januar bis Februar 2022 in Kamerun stattfindenden Endrunde verpasst.
Nachdem er über ein halbes Jahr kein Länderspiel mehr absolviert hatte, stand Amissi am 13. November 2021 bei einem 2:1-Sieg seines Heimatlandes über Myanmar in der Startformation Burundis. Ende März 2022 kam er zudem in je einem Freundschaftsspiel gegen Bahrain in Bahrain und Liberia in der Türkei zum Einsatz, ehe er Anfang Juni 2022 mit Burundi in die Qualifikation zum Afrika-Cup 2024 startete. Nach einem 1:1-Remis gegen Namibia im Auftaktspiel der Gruppe C scheiterte Amissi mit Burundi im zweiten Gruppenspiel gegen Kamerun knapp mit 0:1. Etwas über fünf Monate später stand er bei einer 0:4-Niederlage gegen die Elfenbeinküste ein weiteres Mal in der Startformation.
Bis dato (Stand: 28. Dezember 2022) kam Amissi in mindestens 18 Länderspielen für Burundi zum Einsatz und blieb bislang torlos.